# DFB-Junioren-Vereinspokal 2003/04
DFB-Junioren-Vereinspokalsieger 2003/04 war Hertha BSC. Im Endspiel im Berliner Friedrich-Ludwig-Jahn-Sportpark siegte der Hertha BSC am 28. Mai 2004 mit 5:0 gegen den SGV Freiberg.

## Teilnehmende Mannschaften
Am Wettbewerb nahmen die Juniorenpokalsieger der 21 Landesverbände des DFB teil:
- Holstein Kiel (Schleswig-Holstein)
- HSV Barmbek-Uhlenhorst (Hamburg)
- Werder Bremen (Bremen)
- VfL Wolfsburg (Niedersachsen)
- Hansa Rostock (Mecklenburg-Vorpommern)
- Hertha BSC (Berlin)
- Energie Cottbus (Brandenburg)
- 1. FC Magdeburg (Sachsen-Anhalt)
- VfB Leipzig (Sachsen)
- FC Carl Zeiss Jena (Thüringen)
- 1. FC Köln (Mittelrhein)
- Borussia Mönchengladbach (Niederrhein)
- FC Schalke 04 (Westfalen)
- TuS Koblenz (Rheinland)
- 1. FC Kaiserslautern (Südwest)
- Sportfreunde 05 Saarbrücken (Saarland)
- Eintracht Frankfurt (Hessen)
- SGV Freiberg (Württemberg)
- Karlsruher SC (Baden)
- SC Freiburg (Südbaden)
- FC Memmingen (Bayern)

## 1. Runde
| Datum      |                             | Ergebnis             |                      |
| ---------- | --------------------------- | -------------------- | -------------------- |
| 24.08.2003 | Werder Bremen               | 3:2 n. V. (2:2, 1:1) | 1. FC Kaiserslautern |
| 24.08.2003 | Hertha BSC                  | 4:0 (1:0)            | Energie Cottbus      |
| 24.08.2003 | Sportfreunde 05 Saarbrücken | 1:8 (0:6)            | SGV Freiberg         |
| 01.10.2003 | SC Freiburg                 | 0:2 (0:1)            | 1. FC Köln           |
| 04.10.2003 | Borussia Mönchengladbach    | 2:0 (1:0)            | FC Schalke 04        |

## Achtelfinale
| Datum      |                          | Ergebnis                    |                     |
| ---------- | ------------------------ | --------------------------- | ------------------- |
| 31.10.2003 | 1. FC Magdeburg          | 1:1 n. V. (0:1) (6:7 i. E.) | Hansa Rostock       |
| 01.11.2003 | Karlsruher SC            | 2:1 (2:0)                   | VfL Wolfsburg       |
| 01.11.2003 | HSV Barmbek-Uhlenhorst   | 0:5 (0:3)                   | 1. FC Köln          |
| 02.11.2003 | FC Carl Zeiss Jena       | 2:1 (0:1)                   | FC Memmingen        |
| 02.11.2003 | SGV Freiberg             | 3:3 n. V. (2:2) (7:5 i. E.) | VfB Leipzig         |
| 02.11.2003 | Borussia Mönchengladbach | 2:4 (0:3)                   | Hertha BSC          |
| 02.11.2003 | Holstein Kiel            | 0:6 (0:3)                   | Werder Bremen       |
| 02.11.2003 | TuS Koblenz              | 0:3 (0:1)                   | Eintracht Frankfurt |

## Viertelfinale
| Datum      |                    | Ergebnis  |                     |
| ---------- | ------------------ | --------- | ------------------- |
| 07.02.2004 | FC Carl Zeiss Jena | 0:3 (0:1) | Werder Bremen       |
| 14.02.2004 | 1. FC Köln         | 0:1 (0:1) | Eintracht Frankfurt |
| 15.02.2004 | Hansa Rostock      | 0:2 (0:0) | Hertha BSC          |
| 15.02.2004 | SGV Freiberg       | 2:0 (1:0) | Karlsruher SC       |

## Halbfinale
| Datum      |              | Ergebnis  |                     |
| ---------- | ------------ | --------- | ------------------- |
| 27.03.2004 | Hertha BSC   | 5:0 (0:0) | Eintracht Frankfurt |
| 28.03.2004 | SGV Freiberg | 2:1 (2:0) | Werder Bremen       |

## Finale
| Paarung        | Hertha BSC – SGV Freiberg |
| Ergebnis       | 5:0 (2:0) |
| Datum          | 28. Mai 2004 |
| Stadion        | Friedrich-Ludwig-Jahn-Sportpark, Berlin |
| Zuschauer      | 1.010 |
| Schiedsrichter | Matthias Anklam (Hamburg) |
| Tore           | 1:0 Marcus Steinwarth (32.) 2:0 Sascha Schrödter (38.) 3:0 Sebastian Stachnik (57.) 4:0 Volkan Altin (71.) 5:0 Sascha Schrödter (88.) |
| Hertha BSC     | Nico-Stéphàno Pellatz – Amadeus Wallschläger, Robert Müller, Thomas Gellner (19. Felix Ackermann) – Patrick Ebert (82. Philipp Röhr), Volkan Altın, Bilal Çubukçu (71. Mike Keyser), Marcus Steinwarth – Kevin-Prince Boateng – Sascha Schrödter, Sebastian Stachnik (74. Aziz Bozkurt) Cheftrainer: Dirk Schlegel |
| SGV Freiberg   | Philipp Bürkle – Denis Garcia-Franco – Alexander Wagner, Dennis Grab – Thomas von Berg (73. Christoph Schäfer), Simon Unger (67. Tobias Weinreuter), Timo Koch (58. Marco Grüttner), Ralf Koch (82. Marco Eberhardt) – Gino Russo, Marc Schnatterer – Ender Mermer Cheftrainer: Siegmund Bürkle                    |